# Circonscription d'Uka
La circonscription d'Uka est une des 177 circonscriptions législatives de l'État fédéré Oromia, elle se situe dans la Zone Illubabor. Sa représentante actuelle est Sebeha Abas Degoye.